# Phil Vandersea
(en) Statistiques sur pro-football-reference
Phillip John Vandersea (né le 25 février 1943 à Whitinsville) est un joueur américain de football américain et de football canadien évoluant aux postes de linebacker et de defensive end.

## Enfance
Vandersea étudie à la Northbridge High School de Northbridge avant de prendre la direction de l'université du Massachusetts à Amherst et d'intégrer l'équipe de football américain des Minutemen. Le joueur est aligné aux postes de linebacker et de defensive end.

## Carrière

### Joueur professionnel
Phil Vandersea est sélectionné au seizième tour de la draft 1965 de la NFL par les Packers de Green Bay au 220e choix. Il est également choisi à la soixante-sixième sélection de l'American Football League, au neuvième tour Red Shirt, par les Broncos de Denver. Toutefois, il signe avec les Packers et remporte le Super Bowl I pour son année de rookie. Remplaçant, il quitte Green Bay pour les Saints de La Nouvelle-Orléans, faisant leur entrée dans le football professionnel en 1967. Vandersea en profite pour disputer ses premiers matchs comme titulaire.
Le linebacker retourne chez les Packers en 1968 mais il n'arrive pas à sortir d'un rôle de remplaçant, faisant deux saisons à cette tâche, réalisant également quelques retours de kickoff. Après avoir quitté les verts et jaunes tout comme la NFL après la saison 1969, il fait son apparition en Ligue canadienne de football avec les Alouettes de Montréal en 1972, jouant cinq matchs et couvrant un fumble adverse.

### Reconversion comme entraîneur
Après sa retraite des terrains, Vandersea apparaît comme adjoint des Crusaders d'Holly Cross, évoluant en Division I du côté de la NCAA et servant comme adjoint pendant quatre ans.